# Steinberg am Rofan
Steinberg am Rofan é um município da Áustria, situado no distrito de Schwaz, no estado do Tirol. Tem 68,53 km² de área e sua população em 2019 foi estimada em 281 habitantes.